# Autocombustione umana (romanzo)
Autocombustione umana (Fire Pattern) è un romanzo di fantascienza dello scrittore irlandese Bob Shaw, pubblicato nel 1984.

## Storia editoriale
Il romanzo è stato pubblicato per la prima volta in Gran Bretagna nel 1984; l'anno successivo il libro è stato ripubblicato in Italia con il titolo Autocombustione umana.

## Trama
Ray Jerome è un giornalista che scrive per un giornale locale, il Whiteford Examiner. Jerome è pragmatico e sostanzialmente scettico, caratteri derivati dai suoi trascorsi quale ingegnere. Un giorno gli viene assegnato un pezzo su di un caso di combustione umana spontanea. Jerome è sicuro che si tratti di una bufala ma, indagando sull'avvenimento, scopre che l'evento non è stato un caso isolato. Alcuni indizi lo indirizzano verso un medico coinvolto in alcuni dei casi. Il suo scetticismo viene a crollare quando assiste di persona a un fenomeno di autocombustione. Jerome scoprirà che tutte le ipotesi sul fenomeno erano errate e che la verità è ben diversa da quanto aveva creduto.

## Edizioni
- (EN) Bob Shaw, Fire Pattern, 1ª ed., Londra, Gollancz, 1984,  pp. 190, ISBN 0-575-03452-1.
- Bob Shaw, Autocombustione umana, traduzione di Beata Della Frattina, Urania, n. 997, Milano, Mondadori, 1985,  p. 142.
- (PT) Bob Shaw, O Mistério de Mercúrio, Argonauta, n. 373, Livros do Brasil, 1988, ISBN 0-575-03452-1.
- (DE) Bob Shaw, Brandmuster, traduzione di Hilde Linnert, Heyne Science Fiction & Fantasy, n. 4476, Monaco di Baviera, Heyne, 1988,  p. 222, ISBN 978-3-453-01005-5.